# Parang La
Der Parang La ist ein Hochgebirgspass im indischen Bundesstaat Himachal Pradesh.
Über den Parang La führt eine 8-tägige Trekking-Route vom Spitital südlich von Kaza zum Oberlauf des Parechu und weiter zum See Tsomoriri in Ladakh. Der Pass hat eine Höhe von 5580 m. Südlich des Passes befinden sich mehrere Firnfelder. Im Norden befindet sich eine kurze Gletscherüberquerung.
Der 8,3 km nordwestlich gelegene Takling La ist ein etwas niedrigerer und weniger bekannter Trekking-Pass.
Der Pass ist nur von Juni bis September passierbar. Während der Tour gibt es keine Möglichkeit, Proviant zu ergänzen. Auf der gesamten Strecke wohnen keine Menschen. Abgesehen von der großen Höhe ist die Strecke gut begehbar. Das einzig nennenswerte Problem kann bei höherem Wasserstand die Überquerung von Gebirgsbächen sein. Entsprechendes Schuhwerk (wasserfeste Sandalen) ist deshalb unbedingt mitzunehmen.